# 委內瑞拉軍事
委內瑞拉玻利瓦共和國的軍隊全稱玻利瓦國家軍（西班牙語：Fuerza Armada Nacional Bolivariana），是中南美洲一支中型軍隊，約有現役12萬人，採義務役2年以上兵制。委内瑞拉军事学院為主要軍官將領訓練中心，成立於1810年，是拉丁美洲地區年代最久遠的軍事院校。近年主要裝備中俄體系的武器，国家安全与防务委员会是軍隊最高參謀決策機構，由副总统、国防部长、内政部长、财政部长以及武装力量总监、联合参谋长等人组成，直接对总统负责。
委内瑞拉軍事上早期與美國親近並購買了F-16戰機等裝備，但目前與俄羅斯交好對美國採取對抗姿態，而與歐洲國家的軍事貿易來往並未中斷。然而在委内瑞拉反對美國後被美實施禁運，多數美製裝備不能使用，尤其F-16已經失去後勤零件甚久，但已故總統查維茲採取向俄購買性能更強的Su-30戰機以及中國L-15獵鷹噴射教練機等裝備來反制，故維持了戰力，後續更大規模的軍購還在增長之中，俄羅斯軍工綜合體新聞網調查在2005至2012年間，中國大陸是委內瑞拉第三大武器出口國，出口額為6.81億美元，僅次於俄羅斯的47.54億美元與西班牙的15.5億美元。

## 圖集

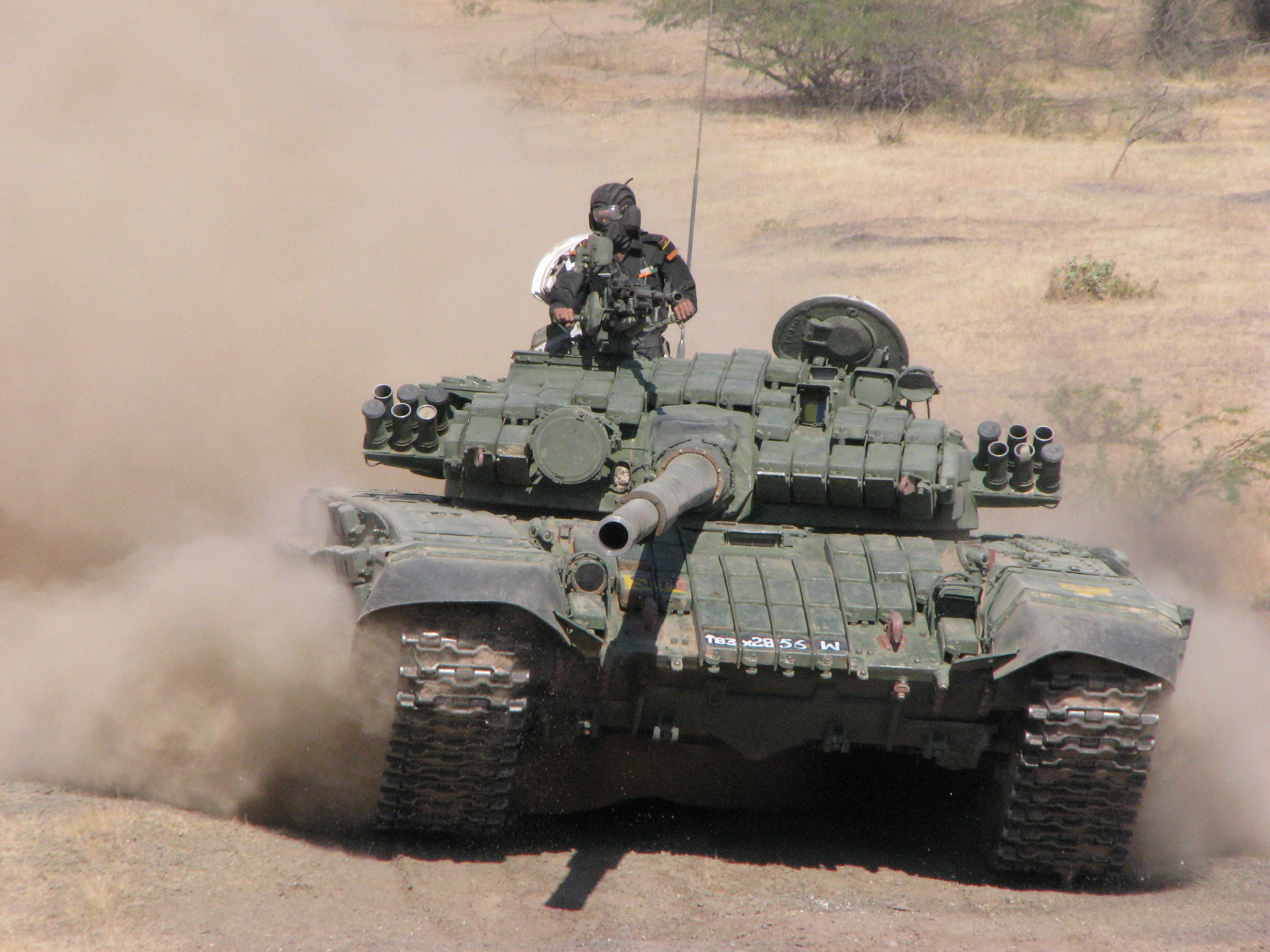
俄製T-72主戰坦克
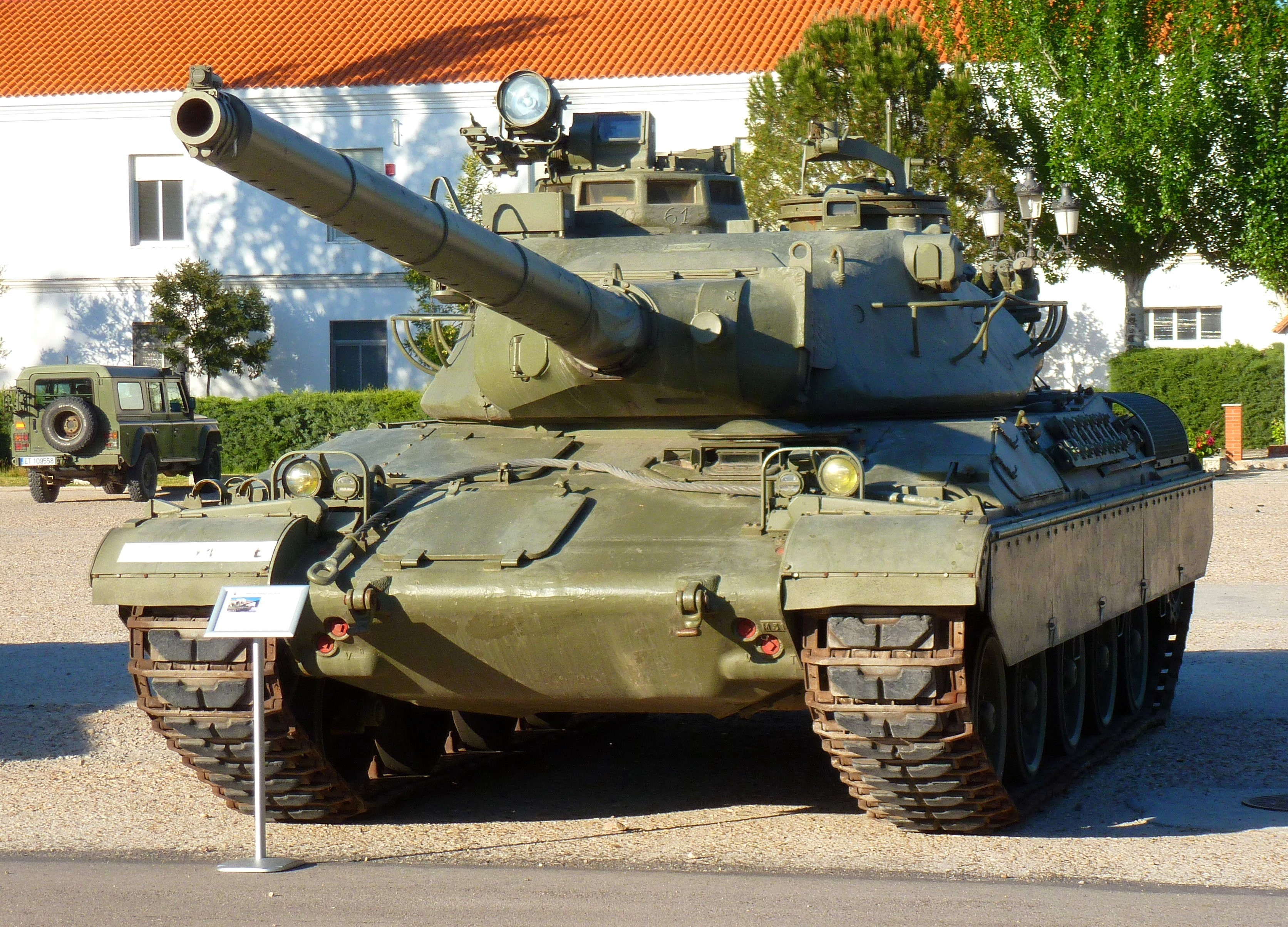
法製AMX-30主戰坦克
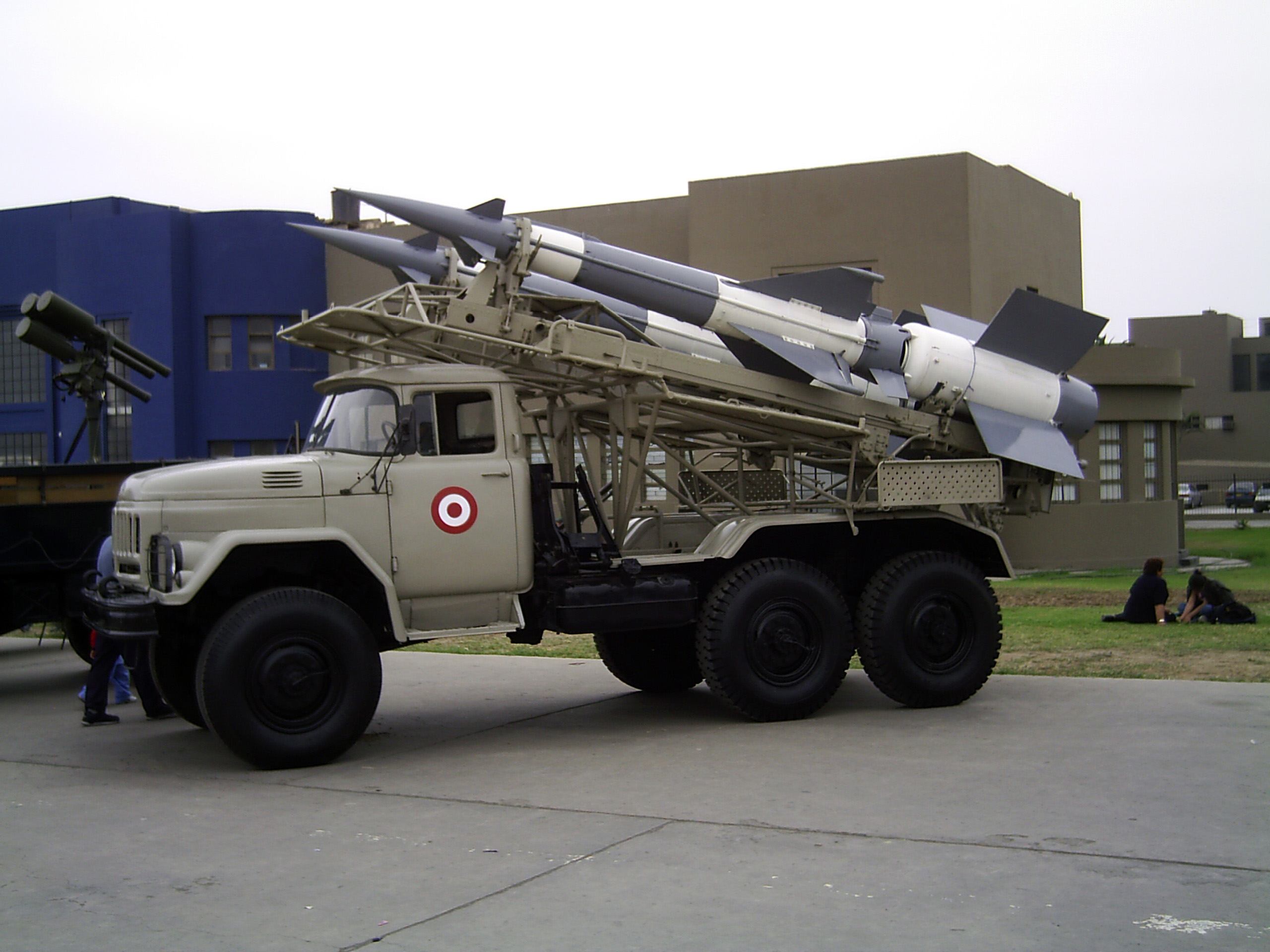
SA-3防空導彈
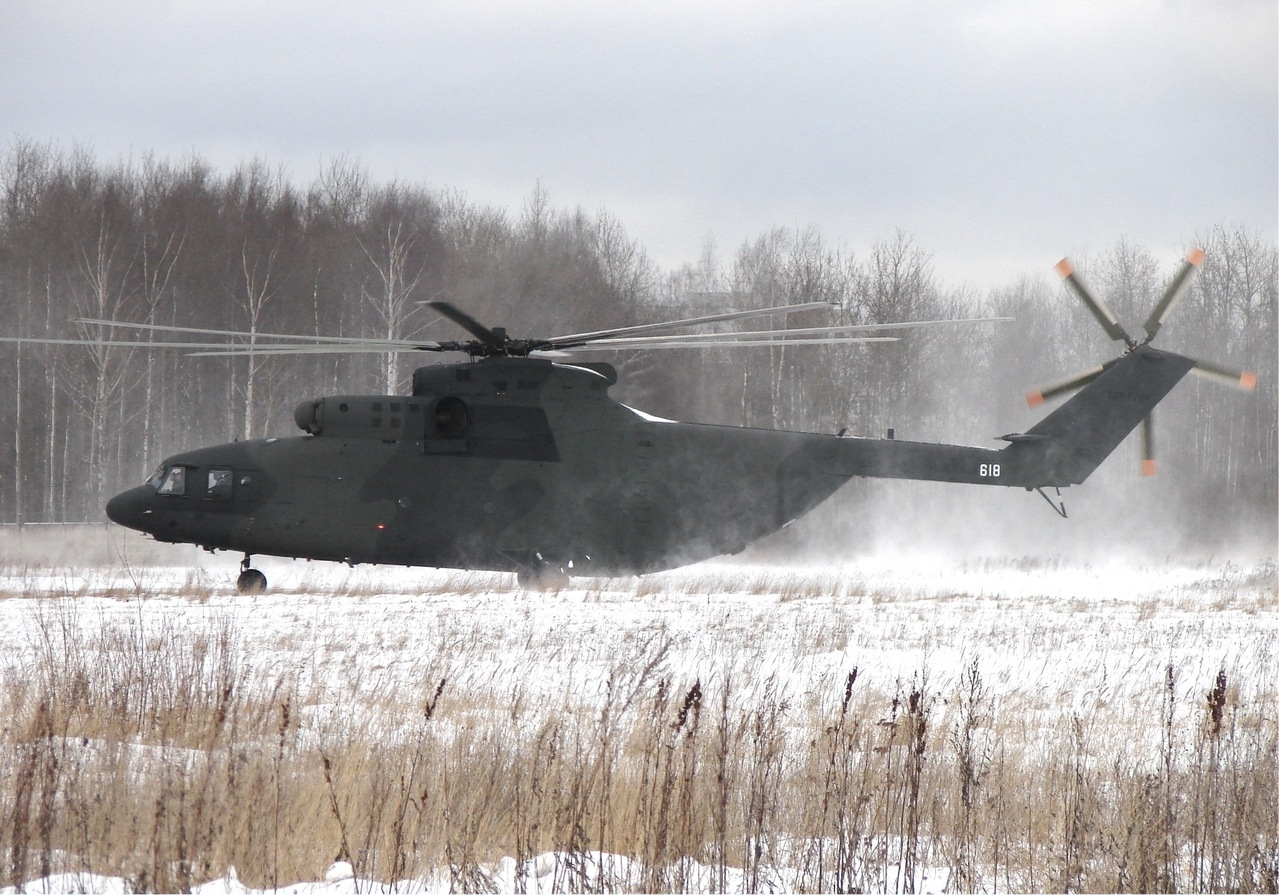
Mi1-26T重型直升機
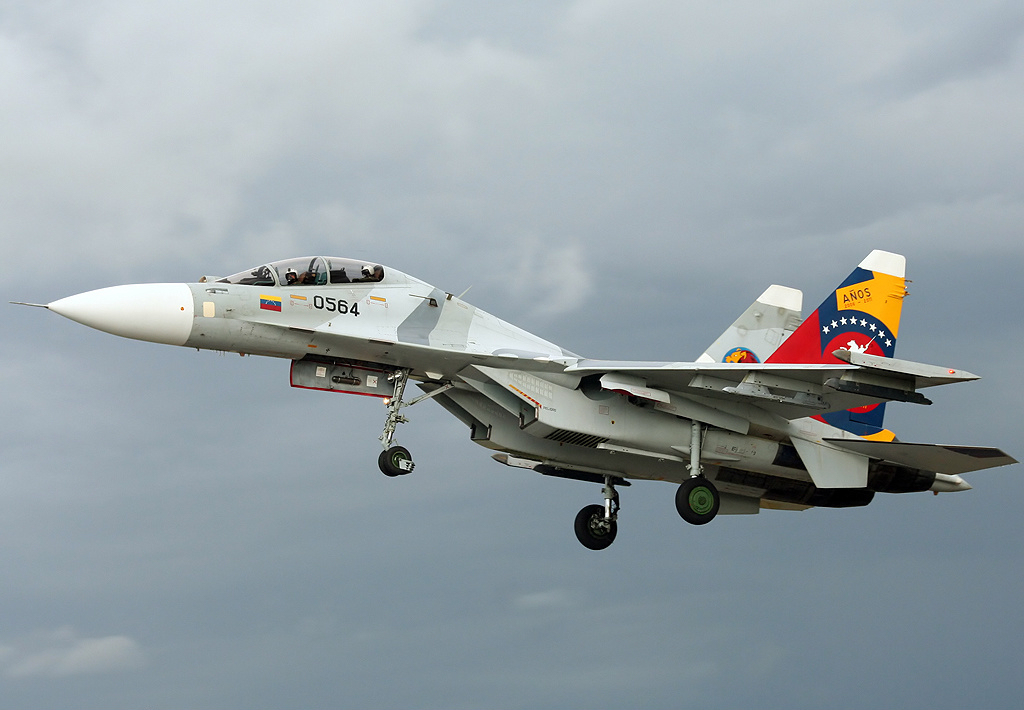
Su-30戰鬥機
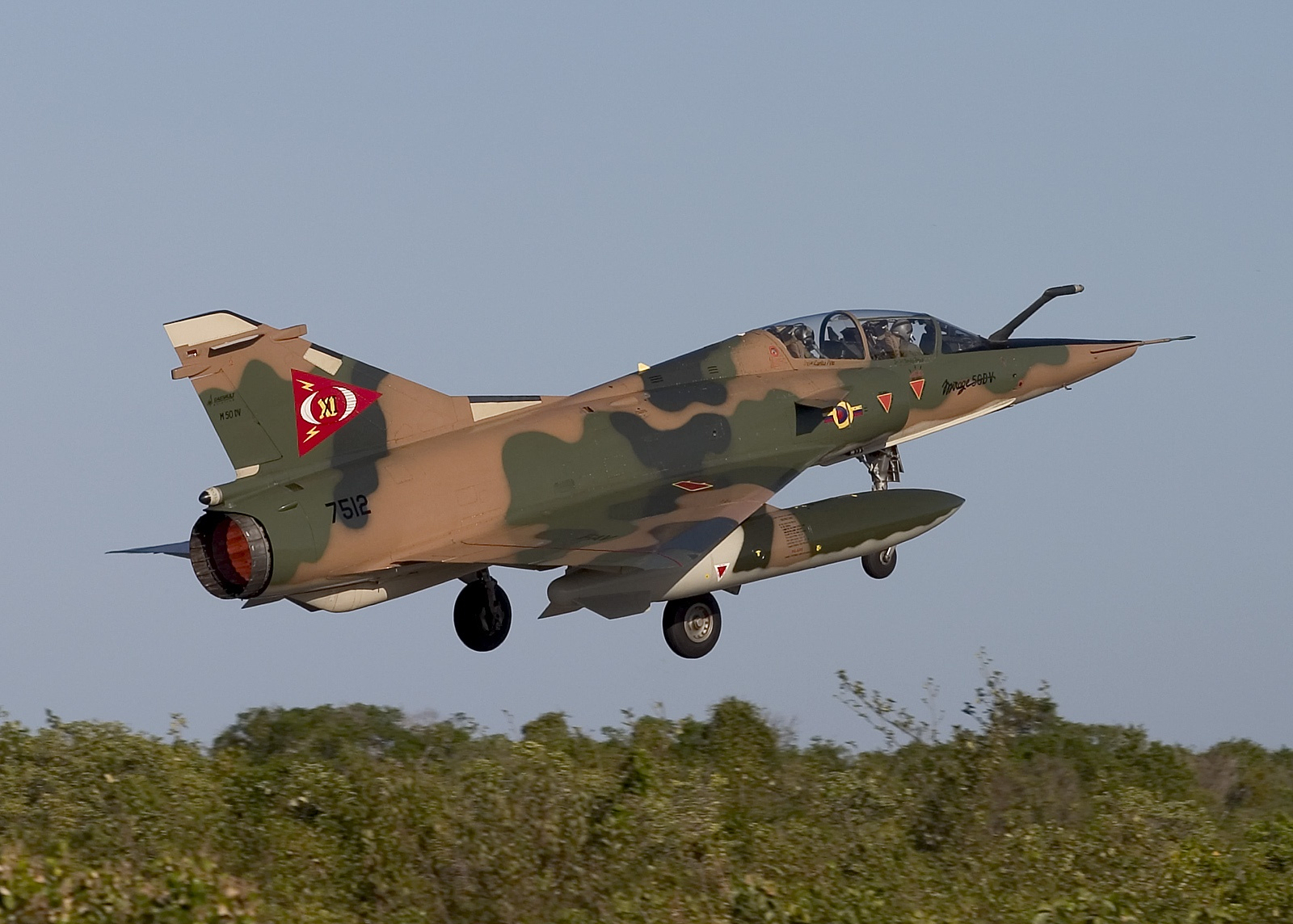
幻象50DV